# Dendrophorbium fortunatum
Dendrophorbium fortunatum là một loài thực vật có hoa trong họ Cúc. Loài này được (Cuatrec.) C.Jeffrey mô tả khoa học đầu tiên năm 1992.